# Киселёв, Иван Семёнович
Иван Семёнович Киселёв (1902 — 1983, Москва, СССР) — советский хозяйственный, государственный и партийный деятель.

## Биография
Родился в 1902 (ныне территория Михайловского района Волгоградской области России). Член ВКП(б) с 1926.
С 1922 года — на хозяйственной, общественной и политической работе. В 1922—1962 гг. — ответственный работник в Нижне-Волжском крае, красноармеец, слесарь, начальник цеха завода «Самоточка» в Москве, инструктор Октябрьского райкома ВКП(б) города Москвы, второй секретарь Калининского райкома КП(б) Туркменистана, заведующий сектором отдела кадров ЦК КП(б) Туркменистана, первый секретарь Чарджоуского областного комитета КП(б) Туркменистана, третий секретарь ЦК КП(б) Туркменистана, слушатель Высшей партийной школы при ЦК ВКП(б), уполномоченный Министерства совхозов по Пензенской области, заведующий Пензенским облсельхозотделом, инструктор Совета Министров РСФСР.
Избирался депутатом Верховного Совета Туркменской ССР 2-го созыва.
Умер в Москве в 1983 году.